# Polygrammodes jeannelalis
Polygrammodes jeannelalis là một loài bướm đêm trong họ Crambidae.